# Jacek Kubissa
Jacek Kubissa – dr hab. inż. wykładowca, dydaktyk Politechniki Warszawskiej, prorektor Politechniki Warszawskiej (1993–1999 oraz 2005–2008), dziekan Wydziału Budownictwa, Mechaniki i Petrochemii, przewodniczący Rady Fundacji Orlenu „Dar Serca”.

## Życiorys
Przez cały okres zatrudnienia na uczelni prowadził zajęcia z przedmiotu wytrzymałość materiałów, a także sporadycznie z innych przedmiotów, w tym z mechaniki budowli i konstrukcji metalowych. Prowadził wiele magisterskich i inżynierskich prac dyplomowych. Organizował laboratoria oraz prowadził badania naukowe dotyczące konstrukcji budowlanych oraz właściwości materiałów konstrukcyjnych, elementów konstrukcji i ich połączeń.
Wypromował czterech doktorów. Opublikował łącznie (samodzielnie lub jako współautor) sto kilkadziesiąt prac naukowych. Był recenzentem rozpraw doktorskich, a także wielu artykułów i różnych wydawnictw. Wielokrotnie kierował zespołami realizującymi tematy naukowo-badawcze i techniczne. Obok działalności dydaktycznej i naukowej prowadził działalność projektową i ekspercką w zakresie konstrukcji budowlanych. Jest autorem lub współautorem ponad 200 projektów oraz około 300 ekspertyz i opinii technicznych. Uzyskał uprawnienia budowlane wykonawcze, projektowe i rzeczoznawcy budowlanego.
Przez większość okresu zatrudnienia na Politechnice Warszawskiej prowadził intensywną działalność organizacyjną oraz pełnił różne funkcje organizacyjne, w tym kierownika Zakładu Mechaniki Konstrukcji Inżynierskich, dyrektora Instytutu Budownictwa, dziekana Wydziału Budownictwa, Mechaniki i Petrochemii i prorektora Politechniki Warszawskiej, dyrektora Kolegium Nauk Ekonomicznych i Społecznych. Był wielokrotnie członkiem różnych komisji i zespołów senackich i rektorskich oraz przewodniczącym komisji Rady Wydziału, komisji rekrutacyjnych, przewodniczącym komisji ds. przewodów doktorskich, itp. Był inicjatorem i współorganizatorem utworzonego w 1995 roku Kolegium Nauk Ekonomicznych i Społecznych, prowadzącego pierwszy na Politechnice Warszawskiej nietechniczny kierunek studiów (ekonomia).
Ma żonę i dwóch synów, którzy są absolwentami Politechniki Warszawskiej.

## Stanowiska
- kierownik Zakładu Mechaniki Konstrukcji Inżynierskich (1978–84 oraz 1994–2011)
- dyrektor Instytutu Budownictwa (1979–84 oraz 1990–93)
- dziekan Wydziału Budownictwa, Mechaniki i Petrochemii Politechniki Warszawskiej
- prorektor Politechniki Warszawskiej (1993–1999 oraz 2005–2008)[1]
- dyrektor Kolegium Nauk Ekonomicznych i Społecznych w Płocku (2008–2012)[2]

## Członkostwa
- członek Sekcji Materiałów Budowlanych i Sekcji Konstrukcji Metalowych Komitetu Inżynierii Lądowej i Wodnej Polskiej Akademii Nauk
- członek Komitetu Konstrukcji Metalowych Polskiego Związku Inżynierów i Techników Budownictwa
- przewodniczący Sekcji Inżynierii Lądowej Towarzystwa Naukowego Płockiego
- członek wielu organizacji naukowych i technicznych (m.in. Polskiego Towarzystwa Mechaniki Teoretycznej i Stosowanej, Polskiego Związku Inżynierów i Techników Budownictwa, Towarzystwa Naukowego Płockiego), regionalnych rad i zespołów o charakterze naukowym i technicznym[2]

## Nagrody, wyróżnienia, odznaczenia
- Medal Komisji Edukacji Narodowej
- Złoty Krzyż Zasługi
- Krzyż Kawalerski Orderu Odrodzenia Polski (1998)[3]
- Medal Politechniki Warszawskiej – Alma Mater Bene Merentibus (nr 21)
- Medal "Zasłużony dla Płocka"[2]

## Działalność pozanaukowa
Przez kilka lat zajmował się problemami rewaloryzacji płockiego Starego Miasta oraz stateczności Skarpy Płockiej. W kadencji 1990–1994 był członkiem Rady Miasta Płocka i przewodniczącym Komisji Planowania Przestrzennego i Gospodarki Terenami. Był również członkiem prezydium zarządu Mazowieckiej Izby Inżynierów Budownictwa, a także przez dwa lata przewodniczącym Rady Fundacji Orlenu „Dar Serca”.